# Dracula felix
Dracula felix  é uma espécie de orquídea epífita de crescimento cespitoso cujo gênero é proximamente relacionado às Masdevallia, parte da tribo Pleurothallidinae. Esta espécie é originária do sudoeste da Colômbia e noroeste do Equador, onde habita florestas úmidas e nebulosas das montanhas.
Pode ser diferenciada das espécies mais próximas por suas numerosas inflorescências eretas de flores solitárias brancas com antenas vermelhas.